# Gianizm
Gianizm è uno degli album che celebra il 10º anniversario dei Nightmare pubblicato il 1º gennaio 2010. Sono state pubblicate due versioni dell'album: una contenente un CD e una contenente un DVD+CD. L'album è una raccolta di tutti i brani "Gianism" con due nuove canzoni. Tutti i brani sono stati ri-registrati tranne Shichi, Hachi e Kyuu. Il DVD contiene l'edizione limitata di un video per ogni canzone. L'album raggiunse la 19ª posizione nella classifica Oricon vendendo 18 201 copie su un totale di 20.914.

## Tracce
CD
1. Jishou Shounen Terrorist
2. Gianizm Ni
3. Gianizm San
4. Gianizm Shi
5. Gianizm Go
6. Gianizm Roku
7. Gianizm Shichi
8. Gianizm Hachi
9. Gianizm Kyuu
10. Gianizm Ten

DVD
1. from Ultimate Circus Final
2. from ~the Five Stars Night~@Budokan
3. from ~the Five Stars Night~@Budokan
4. PV
5. from Nightmare Live House Tour 2008 killer show at lots
6. from Tour 2006 @NHK Hall
7. from Vision Of the World Ruler at A
8. from Tour 2008 Grand Killer Show@A
9. From Nightmare Parade Tour Final "Majestic"@A
10. PV